# Tuna landskommun, Medelpad
För andra landskommuner med detta namn, se Tuna landskommun.
Tuna landskommun var en tidigare kommun i Västernorrlands län. Centralort var Matfors och kommunkod 1952-1962 var 2206.

## Administrativ historik
Tuna landskommun inrättades den 1 januari 1863 i Tuna socken i Medelpad  när 1862 års kommunalförordningar trädde i kraft.
Kommunen påverkades inte av kommunreformen 1952 men uppgick dock 1963 i den nya Matfors kommun. Sedan 1974 tillhör området Sundsvalls kommun.

### Kyrklig tillhörighet
I kyrkligt hänseende tillhörde kommunen Tuna församling.

## Kommunvapnet
Blasonering: I blått fält ett vänstervänt dryckeshorn av guld mellan tre åttauddiga stjärnor av silver.
Detta vapen fastställdes av Kungl. Maj:t den 7 april 1961. Se artikeln om Sundsvalls kommunvapen för mer information.

## Geografi
Tuna landskommun omfattade den 1 januari 1952 en areal av 223,90 km², varav 210,10 km² land.

### Tätorter i kommunen 1960
I Tuna landskommun fanns tätorten Matfors, som hade 2 390 invånare den 1 november 1960. Tätortsgraden i kommunen var då 51,5 procent.

## Politik

### Mandatfördelning i valen 1938-1958
| 3 | 15 | 3 | 4 |

| 24 |

| 3 | 13 | 7 |  |  |

| 23 |

| 6 | 9 | 7 | 2 |  |

| 22 |

| 2 | 13 | 6 | 4 |

| 22 |

| 2 | 13 | 5 | 4 |  |

| 20 | 5 |

| 2 | 13 | 5 | 4 |  |

| 19 | 6 |

### Fotnoter
1. ↑  Per Andersson: Sveriges kommunindelning 1863-1993, Draking, Mjölby 1993, ISBN 91-87784-05-X, s. 90
2. ↑  ”Svenska Heraldiska Föreningens vapendatabas”. Arkiverad från originalet den 18 oktober 2012. https://web.archive.org/web/20121018011750/http://databas.heraldik.se/index.php. Läst 5 januari 2011.
3. ↑   (PDF) Folkräkningen den 31 december 1950, I, Areal och folkmängd inom särskilda förvaltningsområden m.m., Tätorter. Stockholm: Statistiska centralbyrån. 1952-05-19. sid. 108. Arkiverad från originalet den 1 oktober 2014. https://www.webcitation.org/6T09ZkyrB?url=http://www.scb.se/Grupp/Hitta_statistik/Historisk_statistik/_Dokument/SOS/Folkrakningen_1950_1.pdf. Läst 9 oktober 2014 Arkiverad 29 oktober 2013 hämtat från the Wayback Machine.
4. ↑  SCB Folkräkningen 1960 del 2 Arkiverad 24 september 2015 hämtat från the Wayback Machine. sida 42 i pdf:en

- Se kartdata överlagrat på OSM (Kartdata)